# Ammogloborotaloides
Ammogloborotaloides es un género de foraminífero bentónico de la subfamilia Ammogloborotaloidinae, de la familia Trochamminidae, de la superfamilia Trochamminoidea, del suborden Trochamminina y del orden Trochamminida. Su especie tipo era Ammogloborotaloides truncatulinoidiformis. Su rango cronoestratigráfico abarcaba el Mioceno.

## Discusión
Clasificaciones previas incluían Ammogloborotaloides en el suborden Textulariina del orden Textulariida. Otras clasificaciones lo han incluido en el orden Lituolida.

## Clasificación
Ammogloborotaloides incluye a las siguientes especies:
- Ammogloborotaloides truncatulinoidiformis †